# Alytes
Los sapos parteros (Alytes) son un género de anfibios anuros perteneciente a la familia Alytidae. Desde la crisis faunística del Mesiniense este género se diversificó en 5 especies que se distribuyen en Europa occidental y el noroeste de África.
Su modo de reproducción se caracteriza porque los machos llevan los huevos enredados en sus patas traseras hasta la eclosión.

## Descripción
Actualmente se reconocen 5 especies en este género que se distribuyen en Europa occidental, norte de África y la isla balear de Mallorca. Son anuros con actividad principalmente nocturna, abandonando su refugio diurno (debajo de rocas, restos de vegetación, o incluso madrigueras) durante las horas nocturnas para buscar su alimento basado principalmente en insectos y miriápodos terrestres. Durante el invierno, los sapos parteros suelen hibernar ocupando madrigueras abandonadas de otros animales.

## Filogenia
En 2004 Martínez-Solano y colaboradores propusieron la siguiente filogenia para este género
|  | \| \| Alytes obstetricans boscai \| \| \| \| \| \| Alytes obstetricans obstetricans \| \| \| \| |
|  |                                                                                                 |
|  | Alytes obstetricans pertinax                                                                    |
|  |                                                                                                 |
|  | Alytes obstetricans boscai                                                                      |
|  |                                                                                                 |
|  | Alytes obstetricans obstetricans                                                                |
|  |                                                                                                 |

|  | Alytes obstetricans boscai       |
|  |                                  |
|  | Alytes obstetricans obstetricans |
|  |                                  |

|  | \| \| Alytes obstetricans boscai \| \| \| \| \| \| Alytes obstetricans obstetricans \| \| \| \| |
|  |                                                                                                 |
|  | Alytes obstetricans pertinax                                                                    |
|  |                                                                                                 |
|  | Alytes obstetricans boscai                                                                      |
|  |                                                                                                 |
|  | Alytes obstetricans obstetricans                                                                |
|  |                                                                                                 |

|  | Alytes obstetricans boscai       |
|  |                                  |
|  | Alytes obstetricans obstetricans |
|  |                                  |

|  | Alytes maurus                                                            |
|  |                                                                          |
|  | \| \| Alytes dickhilleni \| \| \| \| \| \| Alytes muletensis \| \| \| \| |
|  |                                                                          |
|  | Alytes dickhilleni                                                       |
|  |                                                                          |
|  | Alytes muletensis                                                        |
|  |                                                                          |

|  | Alytes dickhilleni |
|  |                    |
|  | Alytes muletensis  |
|  |                    |

|  | \| \| Alytes obstetricans boscai \| \| \| \| \| \| Alytes obstetricans obstetricans \| \| \| \| |
|  |                                                                                                 |
|  | Alytes obstetricans pertinax                                                                    |
|  |                                                                                                 |
|  | Alytes obstetricans boscai                                                                      |
|  |                                                                                                 |
|  | Alytes obstetricans obstetricans                                                                |
|  |                                                                                                 |

|  | Alytes obstetricans boscai       |
|  |                                  |
|  | Alytes obstetricans obstetricans |
|  |                                  |

|  | \| \| Alytes obstetricans boscai \| \| \| \| \| \| Alytes obstetricans obstetricans \| \| \| \| |
|  |                                                                                                 |
|  | Alytes obstetricans pertinax                                                                    |
|  |                                                                                                 |
|  | Alytes obstetricans boscai                                                                      |
|  |                                                                                                 |
|  | Alytes obstetricans obstetricans                                                                |
|  |                                                                                                 |

|  | Alytes obstetricans boscai       |
|  |                                  |
|  | Alytes obstetricans obstetricans |
|  |                                  |

|  | Alytes maurus                                                            |
|  |                                                                          |
|  | \| \| Alytes dickhilleni \| \| \| \| \| \| Alytes muletensis \| \| \| \| |
|  |                                                                          |
|  | Alytes dickhilleni                                                       |
|  |                                                                          |
|  | Alytes muletensis                                                        |
|  |                                                                          |

|  | Alytes dickhilleni |
|  |                    |
|  | Alytes muletensis  |
|  |                    |

|  | \| \| Alytes obstetricans boscai \| \| \| \| \| \| Alytes obstetricans obstetricans \| \| \| \| |
|  |                                                                                                 |
|  | Alytes obstetricans pertinax                                                                    |
|  |                                                                                                 |
|  | Alytes obstetricans boscai                                                                      |
|  |                                                                                                 |
|  | Alytes obstetricans obstetricans                                                                |
|  |                                                                                                 |

|  | Alytes obstetricans boscai       |
|  |                                  |
|  | Alytes obstetricans obstetricans |
|  |                                  |

|  | \| \| Alytes obstetricans boscai \| \| \| \| \| \| Alytes obstetricans obstetricans \| \| \| \| |
|  |                                                                                                 |
|  | Alytes obstetricans pertinax                                                                    |
|  |                                                                                                 |
|  | Alytes obstetricans boscai                                                                      |
|  |                                                                                                 |
|  | Alytes obstetricans obstetricans                                                                |
|  |                                                                                                 |

|  | Alytes obstetricans boscai       |
|  |                                  |
|  | Alytes obstetricans obstetricans |
|  |                                  |

|  | Alytes maurus                                                            |
|  |                                                                          |
|  | \| \| Alytes dickhilleni \| \| \| \| \| \| Alytes muletensis \| \| \| \| |
|  |                                                                          |
|  | Alytes dickhilleni                                                       |
|  |                                                                          |
|  | Alytes muletensis                                                        |
|  |                                                                          |

|  | Alytes dickhilleni |
|  |                    |
|  | Alytes muletensis  |
|  |                    |

|  | \| \| Alytes obstetricans boscai \| \| \| \| \| \| Alytes obstetricans obstetricans \| \| \| \| |
|  |                                                                                                 |
|  | Alytes obstetricans pertinax                                                                    |
|  |                                                                                                 |
|  | Alytes obstetricans boscai                                                                      |
|  |                                                                                                 |
|  | Alytes obstetricans obstetricans                                                                |
|  |                                                                                                 |

|  | Alytes obstetricans boscai       |
|  |                                  |
|  | Alytes obstetricans obstetricans |
|  |                                  |

|  | \| \| Alytes obstetricans boscai \| \| \| \| \| \| Alytes obstetricans obstetricans \| \| \| \| |
|  |                                                                                                 |
|  | Alytes obstetricans pertinax                                                                    |
|  |                                                                                                 |
|  | Alytes obstetricans boscai                                                                      |
|  |                                                                                                 |
|  | Alytes obstetricans obstetricans                                                                |
|  |                                                                                                 |

|  | Alytes obstetricans boscai       |
|  |                                  |
|  | Alytes obstetricans obstetricans |
|  |                                  |

|  | Alytes maurus                                                            |
|  |                                                                          |
|  | \| \| Alytes dickhilleni \| \| \| \| \| \| Alytes muletensis \| \| \| \| |
|  |                                                                          |
|  | Alytes dickhilleni                                                       |
|  |                                                                          |
|  | Alytes muletensis                                                        |
|  |                                                                          |

|  | Alytes dickhilleni |
|  |                    |
|  | Alytes muletensis  |
|  |                    |

## Fotografías

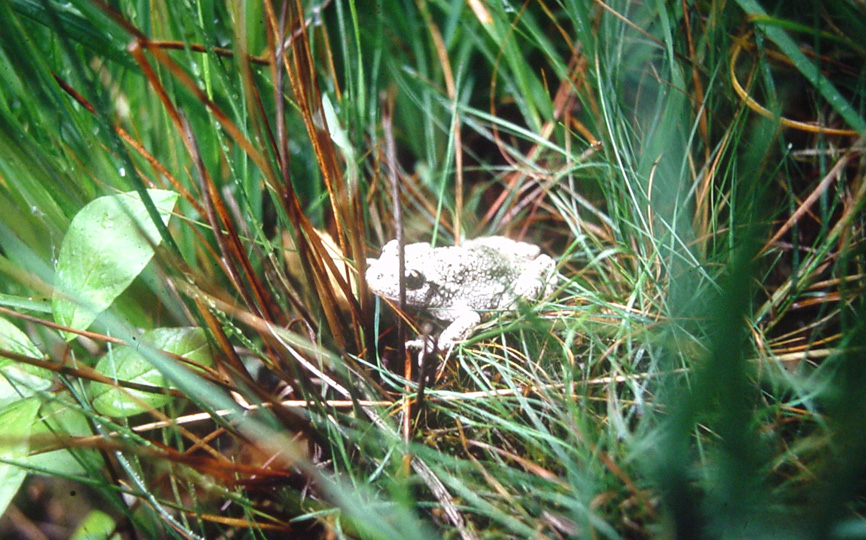
Adulto entre los juncos (Landes paratourbeuses du Plateau d'Helfaut, Pas-de-Calais, Francia)
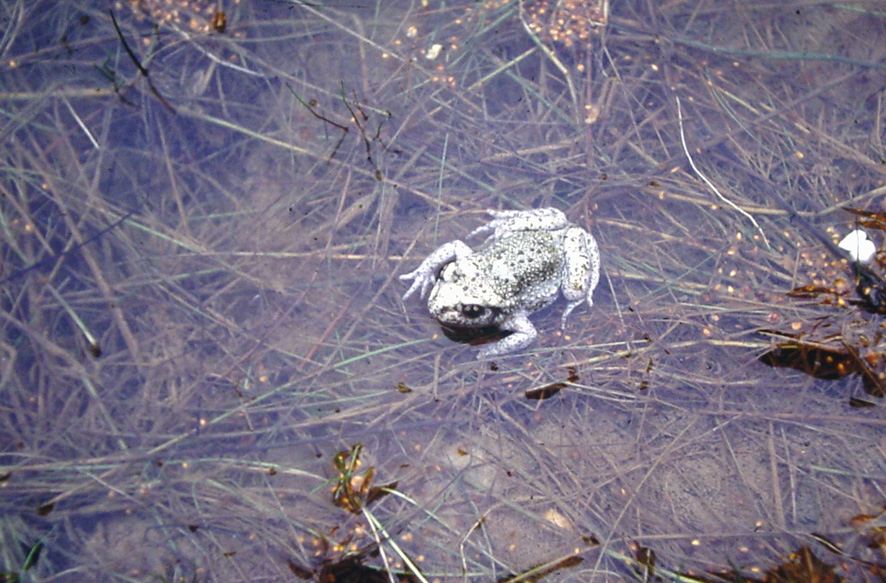
Adulto en el agua (Landes paratourbeuses du Plateau d'Helfaut, Pas-de-Calais, Francia)
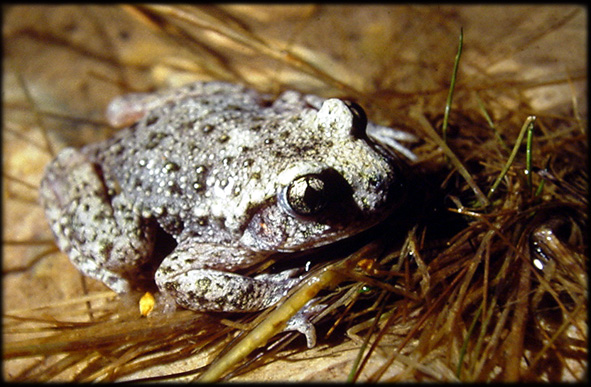
Adulto en el agua (Landes paratourbeuses du Plateau d'Helfaut, Pas-de-Calais, Francia)